# Szabó Gyula (cserkésztiszt)
Szabó Gyula, teljes nevén: Szabó Gyula Alajos (Perlak, Zala vármegye, 1901. szeptember 22. – Buenos Aires, Argentína, 1982. január 16.) magyar jogász, posta- és cserkésztiszt, országgyűlési képviselő.

## Élete
1901-ben született az akkor Zala vármegyéhez, ma Horvátországhoz tartozó Perlakon, római katolikus szülők gyermekeként. Apja Szabó János állami tanító, anyja Kosztiha Laura állami tanítónő. Gyermekéveit nagyrészt a Bihar vármegyei Feketeerdőn töltötte. Középiskolái elvégzése után a miskolci jogakadémia hallgatója volt, majd a pécsi Erzsébet Tudományegyetemen államtudományi doktori oklevelet szerzett. Jogi tanulmányaival párhuzamosan, 1921-ben elvégzett egy egyéves postatiszti tanfolyamot is, melynek végén postatiszti alapvizsgát és szakvizsgát tett, és postai szolgálatba lépett, a Posta Főigazgatóságon helyezkedett el.
Már fiatalon érdeklődött az ifjúság nevelésének kérdései iránt, és néhány év postai szolgálat után úgy határozott, hogy élethivatásul választja az iparos tanonc-ifjúsággal való foglalkozást. Ekkor – 1925-ben – lemondott postatiszti állásáról és a Ganz és Társa Danubius Villamossági-, Gép-, Waggon- és Hajógyár Rt. szolgálatába lépett. A vállalatnak előbb levente vezető főoktatója volt, majd 1931-től a tanonciskola igazgatója is, e tisztségét egészen az 1930-as évek végéig betöltötte.
1928. november 26-án Budapesten feleségül vette Harkányi Angyalka Margit Karolinát.
A cserkész- és leventeifjúsági nevelés, valamint a hazafias leánynevelés kérdéseivel elméleti és gyakorlati téren is sokat foglalkozott; az iparostanonc-képzés tárgyában több értekezése is megjelent. Mint cserkésztiszt, jelentős érdemeket szerzett a munkásfiataloknak a cserkészmozgalomba történő bekapcsolásával. 1927-ben, a Nemzeti Nagy táborban, valamint 1933-ban, a gödöllői világdzsemborin ő volt a cserkész tábori rendőrség helyettes parancsnoka; 1928-ban és 1929-ben pedig, az Országos Társadalombiztosító Intézet első tanoncnyaraltatásainál a Magyar Cserkészszövetség őt jelölte ki táborvezetőnek.
A nemzetközi cserkészmozgalom minél szélesebb körű megismerése érdekében több ízben megfordult külföldi cserkészképzéseken, táborokban is. 1931 júliusában elvégezte a 83. angol cserkésztiszti tábort. 1934-ben a bécsi tanonciskolákat kereste fel, hogy tanulmányozza azok rendszerét, 1938 júliusában pedig négyhetes cserkésztanulmányúton járt Finnországban.
A cserkészeten túl is aktív társadalmi és egyesületi életet élt. Alapító tagja és társelnöke volt a Fiatal Magyarság Szövetségének, alelnöke a Ganz Ének- és Zeneművészeti Egyesületnek, választmányi tagja a Sol Klubnak és a Honszeretet Egyesületnek. 1930-ban megkapta a cserkész életmentő kitüntetést, 1933-ban pedig a Cserkész Fehérszarvas-renddel jutalmazták. Az Országos Testnevelési Tanács ugyanabban az évben bronzérmével tüntette ki.
Az 1939. évi általános választásokon az országos politikai életbe is bekapcsolódott: a tatabányai választókerületben elindult országgyűlési képviselőjelöltként, a Magyar Élet Pártja színeiben, és el is nyerte a parlamenti mandátumot. A képviselőházban egyik tagja lett a gróf Teleki Pál által létrehozott „parlamenti őrsnek”; ugyanebben az évben a Sajtókamara újságírói szakosztálya is tagjává választotta.
A második világháború után nyugatra távozott: 1945-ben egy darabig egy ausztriai menekülttábor lakója volt, majd 1949 körül Argentínában települt le, ahol haláláig az ott élő emigráns magyarság, illetve a Külföldi Magyar Cserkészszövetség egyik vezetője volt.